# Блато (Црна Трава)
Блато је тресава у атару села Млачишта, испод Чемерника, у црнотравској општини, на надморској висини од 1.280 m. Истовремено то је и река која настаје из ове тресаве, а улива се, после седам километара тока, у Голему реку испод Романског рида.

## Положај
Ова тресава је мање површине од некадашњег Власинског блата, али је њена верна „копија” у малом. Истина на нешто већој надморкој висини од Власинског језера за 70 метара. Дугачка је два километра, а на појединим местима широка до четристо метара. Састављена од бројних подземних извора и врела са опасним местима слична живом блату, која се у народу зову „глобила” и „потресуље”, и која се избегавају. 
Средином тресаве меандрира речица Блато која настаје од извора Чочин кладанац, испод Селишта, прикупљајући низводно воду из подземних врела расутих шеваром и потока. Вода Блата је топла, упркос хладном извору из кога настаје, и зими не дозвољава да је снег прекрије. По води плутају масне мрље попут нафтних, односно мазутних мрља, које се у додиру с људском кожом лепе и тешко спирају. О пореклу тих мрља говори једна занимљива чињеница из 1937. године. Наиме, тада се усред лета, после дуге и опаке суше, на изворишту Блата распукла земља и избила нафта која се запалила и горела недељу дана.
У доњем току река Блато добија низ потока, тече стрминама, пролазећи кроз клисуру Савчи камен и ту мења име у Ракицка река. Као таква улива се у Голему реку. Богата је пастрмком и поточном мреном.

## Заштићене врсте
Тресава Блато има сличан биљни настан као и некадашње Власинско блато, осим што нема трске. Међу планинским биљкама, које су на ободу Блата, је и трава росуља (Drosera rotundifolia L.), биљка месождер, која је и у овом пределу заштићена. На изворишту Блата, на простору од десетак хектара, према узвишењу Китка (1.305 m) је и настан ретких и такође законом заштићених животиња текуница (Spermophilius citellus), којих је све мање откад се ливаде не косе. Животињски свет у околини Блата и на висовима и долинама Млачишта је посебно занимљив и богат. Овде пребива и шумски пух (Dryomys nitedula), слепо куче, пољски миш (Apodemus microps), веверица (Sciurus vulgaris), ласица (Mustela nivalis), европска кртица (Talpa europaea), куна белица (Martes foina) коју овде зову „белка”, дивља мачка (Felis silvestris), јазавац (Meles meles) и, у долини Големе реке, која је близу Блата, видра (Mustela nivalis). Док је било воденица, видре су налазиле станиште у њиховим доњим просторима које овде зову видришњацима. Све су то заштићени сисари, природне реткости Србије. Од птица њима треба придодати и јастреба.
У рекама има белоушки, неотровних змија. Но, поточна пастрмка је овде, у рекама, па и у Блату, у нижем току, најраспрострањенија риба.
Лековито и медоносно биље је у истом саставу као и на Власинској висоравни: боровница, раставић, маслачак, кантарион, хајдучка трава, шипак, дивља нана, зова, дивизма, купина, глог, коприва, босиљак, чемерика, детелина камењарка, детелина бела, троскот, јагорчевина, мајчина душица, подубица, оман, благи папрат, рогоз, зука (Juncaceae) .
Речица Блато је на најужем делу корита, испод Млачишких Механа, преграђена и тако направљено мало језеро са поточном пастрмком. Ту се последњих година појављују и дивље патке и гуске.
У ранијем периоду, док је околина тресаве била окружена пањевима од искрчених столетних шума, на њој се свакога лета окупљала јата рода. Како су пањеви иструлели и рода је нестало.